# Mads Agesen
Mads Agesen (Thisted, 17 maart 1983) is een Deens voetballer (verdediger) die sinds 2013 voor de Deense eersteklasser Randers FC uitkomt. Daarvoor speelde hij onder meer voor FC Fredericia en AC Horsens. 